# Drosophila balteata
Drosophila balteata är en tvåvingeart som beskrevs av Ernst Evald Bergroth 1894. Drosophila balteata ingår i släktet Drosophila och familjen daggflugor.
Artens utbredningsområde är Australien.